# NGC 389
NGC 389 je galaksija u zviježđu Andromeda.

## Vanjske poveznice
- SEDS: NGC 389